# Угљан (Преко)
Угљан је насељено место у саставу општине Преко у Задарској жупанији, Република Хрватска.

## Географија
Насеље се налази на истоименом острву Угљану.

## Историја
До територијалне реорганизације у Хрватској налазио се у саставу старе општине Задар.

## Становништво
На попису становништва 2011. године, Угљан је имао 1.278 становника.

## Попис1991.
На попису становништва 1991. године, насељено место Угљан је имало 1.070 становника, следећег националног састава:
| Попис 1991.‍   | Попис 1991.‍  | Попис 1991.‍ | Попис 1991.‍ | Попис 1991.‍ |
| ------------- | ------------ | ----------- | ----------- | ----------- |
|               |              |             |             |             |
| Хрвати        | Хрвати       |             | 939         | 87,75%      |
| Срби          | Срби         |             | 17          | 1,58%       |
| Југословени   | Југословени  |             | 5           | 0,46%       |
| регион. опр.  | регион. опр. |             | 2           | 0,18%       |
| непознато     | непознато    |             | 107         | 10,00%      |
| укупно: 1.070 |              |             |             |             |